# Loola Pérez
Loola Pérez (Molina de Segura, 15 de julio de 1991), conocida artísticamente y por redes sociales como «Doctora Glas», es una filósofa, psicóloga, sexóloga, educadora sexual, escritora y activista feminista española. Es la presidente de la Asociación de Mujeres Jóvenes de la Región de Murcia: 8 de Marzo (Mujomur) desde 2015. En redes sociales y medios de comunicación, es conocida por sus posiciones críticas y heterodoxas en torno a cuestiones como el feminismo hegemónico, la gestación subrogada, el abuso sexual infantil y la pedofilia.

## Trayectoria
Loola Pérez nació el 15 de julio de 1991 en la localidad de Molina de Segura, Región de Murcia. Se graduó en Filosofía por la Universidad de Murcia, graduada en Psicología, con un máster en Sexología por la Universidad Camilo José Cela y técnica en Integración Social. En 2015 se convirtió en la presidenta de MUJOMUR, desde donde lanzó el proyecto de educación sexual «Ni cuentos con perdices ni novelas rosas», que sería premiado en 2018 por la Universidad Europea. En 2016 pasó a formar parte de la junta directiva nacional de la Federación de Mujeres Jóvenes, cargo que mantendría hasta 2017. Ese año, 2016, publicaría su primera novela, Suicida (no profesional) busca puente. En noviembre de 2018 ganó el 2º Premio de Ensayo de la Asociación Estatal de Profesionales de Sexología (AEPS). En 2019 participó en el documental de Netflix Qué coño está pasando, como ella misma. También en 2019, fue elegida por la Universidad de Murcia como una de las 100 mujeres más relevantes de la región.
Si bien, lleva apareciendo en medios desde 2014, no fue hasta mediados de 2018 cuando Loola Pérez generó su primera polémica mediática seria. Esa tomaría la forma de un artículo para la revista CTXT titulado Follar con empatía, otra lección puritana que se disfraza de feminismo, el cual era una respuesta a otro artículo de Beatriz Gimeno en la misma revista, donde se exaltaba dicha empatía. Este artículo suscitó una cantidad reseñable de ataques contra la autora y el medio, mayormente por parte de otras feministas, y fue reseñado en dos entrevistas que le hicieron a Loola ese mismo año.
En enero de 2020 Pérez publicó su primer ensayo, Maldita feminista: hacia un nuevo paradigma sobre la igualdad de sexos, el cual fue descrito como polémico, y que fue reseñado en periódicos y páginas web ideológicamente diversas, desde La Razón hasta Rebelion.org, pasando por el HuffPost.
Desde el inicio de su repercusión (especialmente desde la salida al mercado de Maldita Feminista), Loola Pérez ha sido entrevistada en diversos medios españoles, nacionales y regionales. Estos incluyen, además de los ya comentados, la Cadena COPE, El Español, Vozpópuli, The Objective, La Opinión de Murcia,La Opinión A Coruña, y El Noroeste Digital, así como en medios hispanoamericanos como El Telégrafo. También ha colaborado a lo largo del tiempo, como articulista, para medios españoles como ElDiario.es, El Mundo, y El Confidencial, para periódicos regionales como La Verdad y ElLiberal.cat, y para las revistas Letras Libres (en su edición española), Ethic y Código Nuevo, además de la ya mencionada CTXT.
A lo largo de su trayectoria, Loola Pérez ha colaborado con diversas asociaciones, entre las que se encuentran el Fórum de Política Feminista de la Región de Murcia o el Comité de Apoyo a las Trabajadoras del Sexo (CATS). A día de hoy es socia de Preven3, una organización sin ánimo de lucro para la reeducación y reinserción social. Formó parte de la junta directiva de Ângel Blau, una asociación catalana por la prevención del abuso sexual infantil, de la cual dimitió, y a la que denunció ante el Colegio de Psicólogos de Cataluña, al considerar que estaban haciendo uso de pseudoterapias e incumpliendo el código deontológico de dicho colegio.
Actualmente dirige un centro de terapia sexológica fundado por ella misma, Eunoia Sexología. Además, continúa desarrollando proyectos de educación en igualdad y educación sexual para centros educativos, entidades y otros profesionales, y participando en conferencias y congresos.

## Pensamiento

### Feminismo
Loola Pérez se considera una feminista crítica con los que ella llama «feminismo hegemónico», habiéndose llegado a definir a sí misma en varias ocasiones como «mala feminista» o «feminista maldita». Pérez lo ha definido como una «lucha por la igualdad, pero basada en una serie de corrientes teóricas que tienden a la simplificación, la exclusión y al populismo», como que «toda puta es una víctima, el varón un eterno privilegiado o la tendencia al populismo punitivo ante los casos de violación o violencia contra las mujeres». Afirma así pues que el feminismo hegemónico abusa del recurso a la emocionalidad y al sensacionalismo para defender su causa, siendo sus consignas cómodas y complacientes para chicas jóvenes que buscan sobreprotección y reducción de la incertidumbre. Ha criticado también al llamado «feminismo pop» por haberse convertido en un recurso de mercadotecnia, y considera que las corrientes más radicales «victimizan a las mujeres y criminalizan a los hombres». Piensa que el lesbianismo político, promovido por algunas agentes del feminismo radical y cultural, es una imposición visualizada como un supuesto espacio seguro. En general, ha sido crítica con toda corriente feminismo que «romantice» la sexualidad femenina, y la encorsete a determinadas prácticas sexuales. Loola piensa que España «no destaca ni por crear ni por defender un modelo feminista en cuanto a la liberación sexual sino que, al contrario, se lee la revolución sexual, exclusivamente, como un triunfo del patriarcado».
Pérez es especialmente crítica con teóricas feministas como Andrea Dworkin, Catharine McKinnon,Robin Morgan, o Judith Butler. De las tres primeras, critica que su influencia ha generado una deriva puritana de la teoría feminista, así como que estas son heterosexistas, reduccionistas y anticientíficas; ha llegado a calificar los pensamientos de Dworkin y McKinnon de totalitarios. En el caso de Butler critica su constructivismo social radical, y su negación de los factores biológicos en la construcción de la sexualidad. Más en sintonía con los postulados de Virginie Despentes, de Camille Paglia y del modelo ecológico feminista, Pérez sigue la estela de Paglia al pensar que mantener que la idea de que exista un Patriarcado en Occidente, es, a día de hoy, «insostenible», debido a la gran participación que tienen en la actualidad las mujeres en las sociedades occidentales.
Loola Pérez también critica ideas sociológicas extendidas dentro del feminismo, así como el tratamiento de determinados temas desde la hegemonía a lo largo de los años. Considera, por ejemplo, que los piropos o las letras sexuales del reguetón, criticados desde algunos ámbitos feministas, no son necesariamente machistas. Ha criticado el tratamiento mediático de casos como los de Juana Rivas y Laura Luelmo, que ha calificado de circos mediáticos, criticando también algunas reacciones «desproporcionadas» a esos casos (por ejemplo que, tras el asesinato de Luelmo, las feministas españolas reivindicaran el «derecho a correr sin miedo»). Pérez piensa que la violencia contra las mujeres debe abordarse desde un punto de vista criminológico, más que ideológico, y que se debe empezar a hacer, entre otras cosas, esfuerzos rutinarios por reinsertar a los maltratadores. También considera, respecto a la gestación de sustitución, que «ni es tráfico de personas ni es compra de bebés ni es el alquiler del vientre de una mujer». Está a favor de la elaboración de un marco jurídico garantista, así como de promover el debate social al respecto, orientándolo al contexto de la investigación biomédica.
Ella también ha sido crítica con el Ministerio de Igualdad de Irene Montero. Si bien Loola Pérez considera necesaria la existencia de un Ministerio de Igualdad, ha criticado la manera de organizarlo de Montero, al haberlo convertido en un «club de amigas» en lugar de una institución generadora de políticas basadas en evidencias científicas. También ha criticado personalmente a Montero por ser una mujer social y económicamente privilegiada, por arrogarse la representación del movimiento feminista, y por la irresponsabilidad de organizar la manifestación del 8 de marzo de 2020, en los estadios iniciales de la pandemia de COVID-19.
En general, Pérez defiende un feminismo cuyo sujeto sea «la ciudadanía y no solo la mujer», que sea «responsable, comprometido con la situación social y que se base en una perspectiva científica en los temas de violencia, educación o liderazgo de las empresas». Pérez piensa que, dentro del movimiento, hay personas que, más que defender la igualdad, defienden el «mujerismo», siendo esto un problema, y que el feminismo como movimiento político, a día de hoy, corre el riesgo de «convertirse en una caricatura y perder el poder transformador y la seriedad como movimiento social».

### Sexología
Como sexóloga, al igual que como activista feminista, Loola Pérez ha expresado su opinión en diversos ámbitos.
Criticó fuertemente a Beatriz Gimeno por su artículo Sexo y empatía. Las bases éticas del follar, aduciendo que la idea de «follar con empatía» apela a un «moralismo rancio», que habría derivado en pánico moral. Al respecto, Pérez ha escrito que «pretender, en el nombre del feminismo, que los tíos tengan un código de conducta adecuado en el terreno sexual para satisfacer el deseo de las mujeres es [...] una forma más de control social de la sexualidad. [...] Pienso que el camino que debe seguir el feminismo es otro, pues evitar que negociemos, que establezcamos límites, que tomemos decisiones y que expresemos lo que nos gusta y lo que no solo nos relega a una actitud pasiva. Es decir, a la actitud que el patriarcado históricamente ha prescrito en el terreno sexual para las mujeres». Debido a este pánico moral, Loola Pérez considera que la segunda mitad de la década de 2010 y la primera de 2020 son momentos históricos puritanos, represivos y sexualmente conservadores en España. Considera en ese sentido que aún queda mucho por hacer en el terreno de la sexualidad, en tanto que la revolución sexual de los años 1970 quedó incompleta.
Pérez es una firme partidaria de la educación sexual, considerando que es «la gran asignatura pendiente que tiene la educación en España». Siendo educadora sexual ella misma, ha detectado. Pese a los cambios en cuanto a estereotipos y roles de género, percibe. Considera que la educación sexual pasa por enseñar a niños y jóvenes a consumir porno de forma crítica, y que el consumo de porno per se (en la mayoría o minoría de edad) no implica necesariamente adicción. Critica así pues que la Ley de Educación Sexual española no se aplica, ni ha propiciado la formación de educadores profesionales competentes, y considera que la figura del educador sexual debería ser regulada. También ha criticado el pin parental propuesto por Vox en España, con el que se podría restringir el acceso a clases de educación sexual en la educación obligatoria, considerándolo una medida originada por las ansiedades sociales de muchos sectores católicos.
Pérez se declara favorable a la despenalización del trabajo sexual al estilo de Nueva Zelanda; es decir, entendiéndola como la eliminación de cualquier tipo de imposición para con las prostitutas. Considera que la realización de cualquier marco legal para con la prostitución ha de tener en cuenta a las trabajadoras sexuales, y no cree que la prostitución sea incompatible con los valores de la lucha feminista. Loola cree que el porno, en su evolución desde los años 1990, ha democratizado mucho la imagen de las mujeres y ha ampliado las fantasías al representar más y mejor diversos tipos de cuerpos y deseos. Por otro lado, critica a la industria de la pornografía ante su preocupación por la desprotección de actores y actrices. También se posiciona a favor de la asistencia sexual, como una forma de que las personas con discapacidad disfruten de la sexualidad.
Una de las contribuciones más destacadas de Loola Pérez en el terreno sexológico es su investigación en torno a la pedofilia, a la cual dedicó su trabajo de fin de máster.

## Críticas
A lo largo de su trayectoria, Loola Pérez ha tenido que enfrentar numerosas críticas debido a sus puntos de vista sexológicos, así como por el hecho de hablar de sexo públicamente desde una posición heterodoxa. A ese respecto, Pérez ha afirmado que se la ha criticado por considerar que hablaba de sexo «por llamar la atención o para despertar un interés sexual en hombres», y también que sobre ella se han «inventado rumores, manipulado sus tuits y llamado a sus organizaciones para poner en duda su integridad, trabajo y compromiso».
La crítica a Beatriz Gimeno le valió a Loola Pérez (y a la editora de su artículo, CTXT), «ataques feroces» por parte del feminismo y la izquierda española a través de redes sociales, especialmente Twitter, generando un debate al que también se unirían otros columnistas de la revista, como Lionel S. Delgado o Anita Botwin.
Loola también ha sido blanco en ocasiones de críticas por parte de la derecha conservadora y la extrema derecha, generalmente acusándola de «defender la pedofilia». A este respecto se han pronunciado Agustín Laje así como los periódicos digitales La Gaceta de la Iberosfera, El Debate y Mediterráneo Digital. En 2017, Pérez presentó una demanda frente a un grupo de neonazis que la acosaban por redes sociales, a ella y a la asociación Mujomur, por supuestamente «defender la pederastia».

## Obras

### Ficción
- Suicida (no profesional) busca puente (2016).[70] ISBN 9788494611056

### No ficción
- Maldita feminista: hacia un nuevo paradigma sobre la igualdad de sexos (2020).[71] ISBN 9788432236358

## Filmografía

### Como ella misma
- Qué coño está pasando (2019).

## Premios y reconocimientos
- 2º premio de ensayo de la Asociación Española de Profesionales de Sexología (2018).[72]
- Premio Joven Emprendedor Social de la Universidad Europea (2018).[73]